# Маркиш, Лоуренсу
Лоуренсу Маркиш (порт. Lourenço Marques; XVI век) — португальский путешественник и торговец, участвовал в освоении Восточной Африки, первооткрыватель залива Мапуту, где и была основана названная его именем (Лоренсу-Маркиш) нынешняя столица Мозамбика, получившая после провозглашения независимости название Мапуту.

## Биография
В 1544 году, в сопровождении генерала Антониу Кальдейры, Маркиш провел ряд экспедиций на побережье Мозамбика, исследовал побережье и достиг реки Лимпопо, где португальцы столкнулись с местными племенами. Оттуда они отправились к реке Умбелузи, а затем — к реке Мапуту, далее вниз к морю и достигли залива, который ранее побывавшие здесь мореплаватели называли «da Boa Morte» («Добрая смерть»), а португалец Антониу ду Кампу назвал «Лагуна». Здесь Маркиш и Кальдейра обустроили рынок для продажи местных товаров и поселились, получая большую прибыль от продажи слоновой кости.
Португальский генерал Жуан де Каштру принёс новость об открытии залива Мапуту королю Жуану III в 1546 году, и король приказал построить в заливе форт и обустроить факторию на правом берегу реки под названием «Espírito Santo».
К этому времени Лоуренсу Маркиш обосновался в заливе, выстроил лагерь, заключил ряд соглашений с местным населением и, по свидетельству того же Жуана де Каштру, начал активную торговлю не только слоновой костью, но и медью.
В течение двух лет лагерь Маркиша пополнялся поселенцами, и вскоре залив и прилегающие территории стали называть его именем — «Lourenco Marques». Название местности сохранилось надолго, а на месте фактории вырос город Лоренсу-Маркиш. По приказу короля Жуана III, залив был назван так же. Небольшой форт, построенный португальцами на южном берегу залива, также был назван его именем. 
Известно, что 11 февраля 1557 года Маркиш получил награду в виде назначения на должность секретаря фактории Кочин. О дальнейшей судьбе Антониу Кальдейры больше ничего не известно.
3 февраля 1976 года официальное название города было изменено на Мапуту, был переименован и залив.